# اینسورس (ایندیانا)
اینسورس، ایندیانا (به انگلیسی: Ainsworth, Indiana) یک منطقهٔ مسکونی در ایالات متحده آمریکا است که در ایندیانا واقع شده‌است.

## خصوصیات
اینسورس ۳۲۰ نفر جمعیت دارد و ۲۰۰٫۸۷ متر بالاتر از سطح دریا واقع شده‌است.